# Dipartimento di Gbéléban
Il dipartimento di Gbéléban è un dipartimento della Costa d'Avorio. È situato nella regione di Kabadougou, distretto di Denguélé.
Nel censimento del 2014 è stata rilevata una popolazione di 18.181 abitanti. 
Il dipartimento è suddiviso nelle sottoprefetture di Gbéléban, Samango e Seydougou.